# Armatimonadota
Armatimonadota é um filo de bactérias gram-negativas.

## História
Armatimonadota foi originalmente descrita apenas com base em sequências de clones ambientais do gene 16S rRNA, e foi temporariamente intitulado filo candidato OP10. No entanto, em 2011, uma estirpe bacteriana pertencente ao filo foi isolada de uma planta aquática no Japão. A espécie foi denominada Armatimonas rosea e foi o primeiro membro do seu filo, género e espécie.

## Membros
Armatimonas rosea, uma bactéria quimioheterotrófica aeróbica, estirpe YO-36T, foi isolada do rizoplano de uma planta aquática (um junco, Phragmites australis) que habita um lago de água doce no Japão.
Chthonomonas calidirosea, uma bactéria aeróbica, sacarolítica, obrigatoriamente termofílica, móvel, não formadora de esporos, cepa T49(T), foi isolada de solo geotermicamente aquecido em e, Tikitere, Nova Zelândia.

## Taxonomia
A taxonomia atualmente aceite baseia-se na Lista de nomes procarióticos com estatuto na nomenclatura (List of Prokaryotic names with Standing in Nomenclature) (LPEN) e no Centro Nacional de Informação Biotecnológica (NCBI).
- Classe Chthonomonadia corrig. Lee e outros. 2011
  - Ordem Chthonomonadales Lee et al. 2011
    - Família Chthonomonadaceae Lee et al. 2011
      - Género Chthonomonas Lee et al. 2011
        - Espécie Chthonomonas calidirosea Lee et al. 2011
- Classe Fimbriimonadia Im et al. 2012
  - Ordem Fimbriimonadales Im et al. 2012
    - Família Fimbriimonadaceae Im et al. 2012
      - Género Fimbriimonas Im et al. 2012
        - Espécie Fimbriimonas ginsengisoli Im et al. 2012

      - Género " Candidatus Nitrosymbiomonas " Okubo et al. 2021
        - Espécie " Ca. Nitrosymbiomonas proteolyticus " Okubo et al. 2021
- Classe UBA5829
  - Pedido UBA5829
    - Família UBA5829
      - Género " Ca. Hippobium " Gilroy et al. 2022
        - Espécie " Ca. Hippobium faecium " Gilroy et al. 2022
- Classe Armatimonadia Tamaki et al. 2011
  - Ordem Armatimonadales Tamaki et al. 2011
    - Família Armatimonadaceae Tamaki et al. 2011
      - Género Armatimonas Tamaki et al. 2011
        - Espécie Armatimonas rosea Tamaki et al. 2011

  - Encomende Capsulimonadales Li, Kudo & Tonouchi 2018
    - Família Capsulimonadaceae Li, Kudo & Tonouchi 2018
      - Género Capsulimonas Li, Kudo & Tonouchi 2018
        - Espécie Capsulimonas corticalis Li, Kudo & Tonouchi 2018